# Axum
Axum és una ciutat del nord de la moderna Etiòpia, a la regió Tigre, que fou capital del Regne d'Axum o Aksum (segle iv aC-segle x), sovint anomenat Etiòpia. Està situada a la comarca de Mehakelegnaw, a la regió Tigrai, a la base de les muntanyes Adua o Adwa, a 2.131 metres d'altura. La moderna ciutat té una població de 47.320 habitants (2005). Disposa d'un aeroport local (codi ICAO: HAAX; codi IATA: AXU) i universitat (oberta el 16 de febrer del 2007).

## Història
Després del segle iv (vers 330), el regne va esdevenir cristià i fou aliat romà d'Orient. La ciutat i el regne van començar la decadència al segle vii, suposadament quan els àrabs van començar a disputar les rutes de comerç i Aksum va perdre el contacte amb Alexandria, el seu principal mercat i, per tant, amb Europa. Fins al segle x, es van coronar reis a Aksum però ja havien perdut tot el poder.

## Patrimoni de la Humanitat
El 1980, la UNESCO va declarar el jaciment arqueològic d'Axum com a Patrimoni de la Humanitat. Els monuments principals són les esteles (stelae), moltes de les quals al Parc de les Esteles Septentrionals, algunes de fins a 33 metres d'altura i un pes de més de 500 tones; el parc de la Gran Estela conté l'estela del rei Ezana, de 24 metres. La més coneguda és l'anomenat Obelisc d'Axum, de 24,6 metres, que va ser portada pels italians a Roma i retornada a Etiòpia el 2005, i quedà restaurada al seu lloc el 31 de juliol del 2008. Aquestes esteles marcarien llocs d'enterrament. A l'estela de Gudit, a l'oest de la ciutat, a diferència de les esteles del nord, hi ha al costat gran nombre de tombes del segle iv.
Altres monuments de la ciutat són l'església de Santa Maria de Zion (de 1665), amb la suposada Arca de l'Aliança i un museu arqueològic i etnogràfic, i la pedra Ezana escrita en sabeu, grec antic i ge'ez. També cal esmentar la tomba del rei Bazen, un megàlit, el bany de la reina de Sabà, una cisterna, els monestirs d'Abba Pentalewon i Abba Liqanos, els palaus de Ta'akha Maryam (segle iv) i Dungur (segle vi), i la figura gravada en pedra, anomenada els "lleons de Gobedra".

## Biogeografia
La Vall d'Axum està inclosa dins de l'ecoregió terrestre definida per la WWF anomenada "Boscs i pastures montans etiòpics".

## Bibliografia

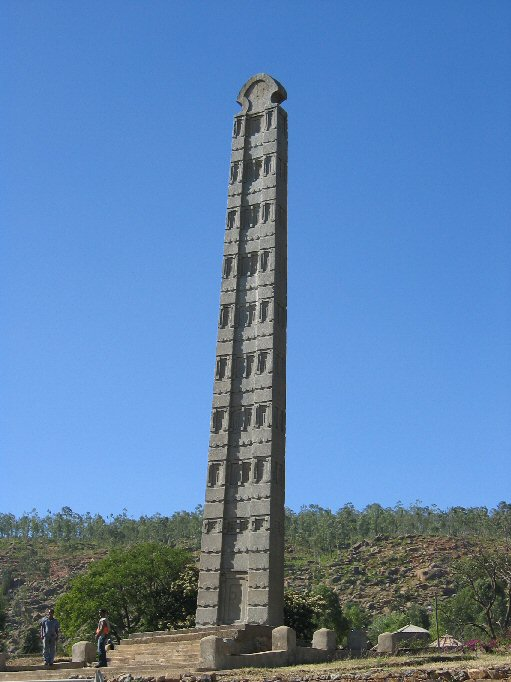

## Agermanaments
- Denver, EUA (1995)